# Julius Schmidt (Heimatforscher)
Julius Karl Wilhelm Schmidt (* 25. Dezember 1866 in Moosbrunn; † 14. März 1930 in Mannheim) war ein deutscher evangelischer Pfarrer und Heimatforscher.

## Familie
Schmidt war der Sohn des Julius Schmidt sen. und dessen Ehefrau Regine, geb. Dilo. Sein Vater war Hauptlehrer in Heidelberg. 1894 heiratete er in Heidelberg Elisabeth Julie Anna Schmidt, mit der er sieben Kinder hatte:
- Gertrud Elise Clothilde (* 1895, Achern)
- Hellmut Gotthold (* 1898, Gaiberg)
- Hertha Elisabeth (* 1903, Gaiberg; † 1907, Kirchen)
- Erich Julius (* 1906, Kirchen)
- Hildegard Hertha (* 1907, Kirchen)
- Ruth (* 1910, Kirchen)
- Werner Karl Adolf (* 1914, Kirchen; † 1914, Kirchen)

## Leben
Schmidt studierte von 1889 bis 1891 an der Universität Heidelberg evangelische Theologie und trat im Juni 1891 in den Dienst der evangelischen Landeskirche Baden
Von 1895 bis 1897 wirkte er als Vikar in Achern und setzte sich beim Oberkirchenrat für den Bau einer eigenen evangelischen Kirche in Achern ein. Danach wurde er Pfarrer in Gaiberg, wo er 1901 sein Buch Chronik von Gaiberg-Waldhilsbach vollendete.
Von 1904 bis zu seiner Versetzung 1914 war er Pfarrer in Kirchen. Hier betätigte er sich als Lokalhistoriker und Archäologe. 1912 publizierte er sein Hauptwerk Kirchen am Rhein : eine karolingische Königspfalz. Aufgrund einer fehlinterpretierten urkundlichen Erwähnung war Schmidt überzeugt, dass sich in Kirchen eine karolingische Königspfalz befunden hat. Bei der Suche danach entdeckte er auch römische Überreste. Neuere wissenschaftliche Erkenntnisse führten zum Ergebnis, dass es keine Königspfalz, sondern nur einen Königshof in Kirchen gab. Schmidt war auch Kreispfleger der Kunst- und Altertumsdenkmäler im Bezirk Lörrach.
Am 14. Mai 1914 wurde der von der evangelischen Kirchengemeinde Heddesheim als Pfarrer gewählte Schmidt vom Großherzog auch zum Pfarrer ernannt.
Seit dem Frühjahr 1928 war Schmidt mehrfach längere Zeit, weshalb ihm im Oktober 1929 Richard Nutzinger als Hilfe zugewiesen wurde.
In Heddesheim wirkte er bis 1930, wo er kurz vor der auf 1. April vorgesehenen Pensionierung an den Folgen eines Unfalls, bei dem ein Motorradfahrer beim Bahnhof Großsachsen in eine Personengruppe fuhr, im städtischen Krankenhaus von Mannheim verstarb. Richard Nutzinger wurde als Pfarrer sein Nachfolger.

## Schriften
- Chronik von Gaiberg-Waldhilsbach. Zugleich ein Beitrag zur Pfälzer Kirchengeschichte, Heidelberg, Evangelischer Verlag, 1901[12]
- Das Kirchen der Karolinger. In: Zeitschrift der Gesellschaft für Beförderung der Geschichts-, Altertums- und Volkskunde von Freiburg, dem Breisgau und den Angrenzenden Landschaften, Jg. 23 (1907), S. 269–286 Digitalisat der UB Freiburg
- Einige Ortsneckereien im Markgräflerland. In: Alemannia Bd. 37 (1909), S. 65–70 Commons
- Weitere Ortsneckereien im Markgräflerland aus älterer und neuer Zeit. In: Alemannia Bd. 37 (1909), S. 23–35 Commons
- Grabungen und Funde in Kirchen. In: Alemannia Bd. 37 (1909), S. 95–122 Commons
- Weitere Grabungen und Funde in Kirchen. In: Alemannia Bd. 39 (1911), S. 1–19 Commons
- Kirchen am Rhein : eine karolingische Königspfalz: ein Beitrag zur Kulturgeschichte des Oberrheins von der Steinzeit bis zur Gegenwart, Bühl (Baden) : Konkordia-AG, 1912 Internet Archive